# Gare de Lierde
La gare de Lierde (en néerlandais : Station Lierde) est une gare ferroviaire belge de la ligne 122 de Melle à Grammont située à Lierde-Sainte-Marie dans la commune de Lierde en région flamande dans la Province de Flandre-Orientale.
C’est une halte voyageurs de la Société nationale des chemins de fer belges (SNCB) desservie par des trains Suburbains (S52) et d’Heure de pointe (P).

## Situation ferroviaire
Située au point kilométrique (PK) 4,8 de la ligne 122 de Melle à Grammont, elle est établie entre la Gare de Landskouter et la Gare de Scheldewindeke.

## Histoire

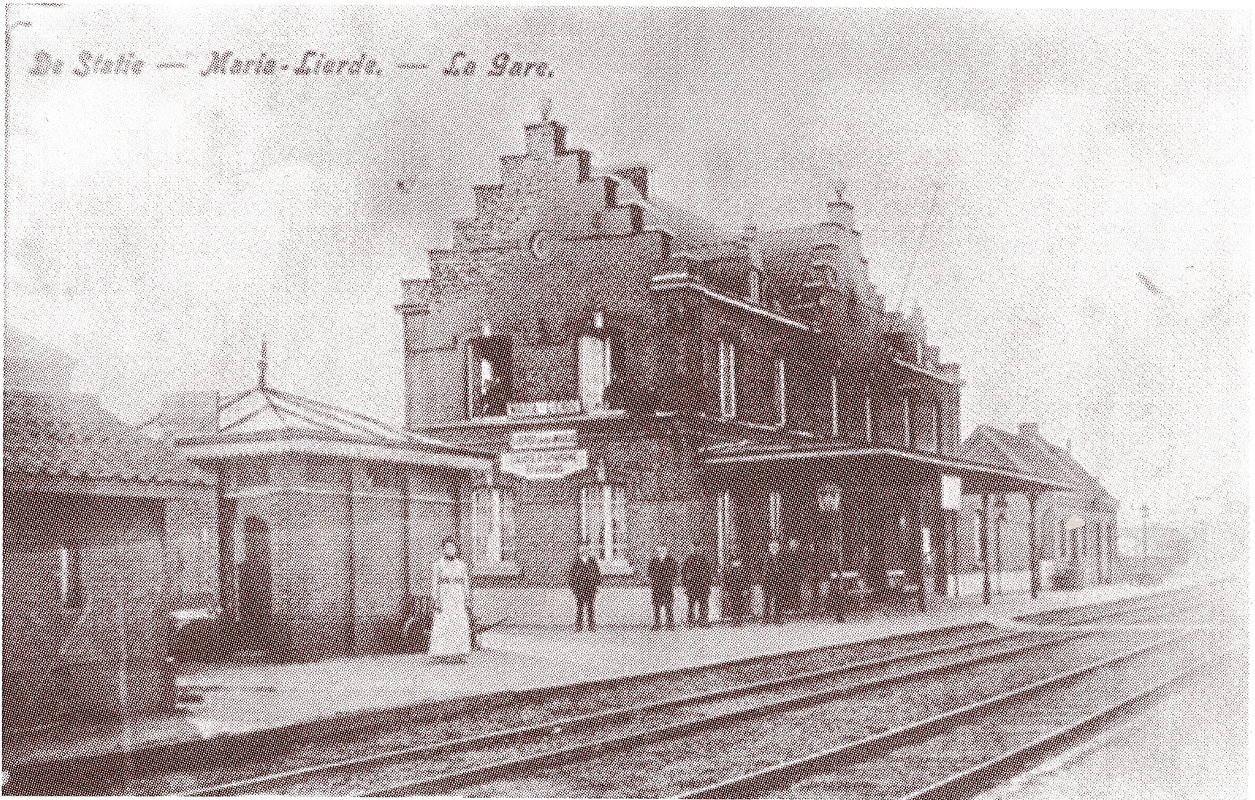
La gare vers 1900.

La gare de Lierde ouvre le 5 janvier 1867 lors de l'inauguration de la ligne Gand - Grammont de la Compagnie du chemin de fer de Braine-le-Comte à Gand en même temps que la ligne entre Grammont et Braine-le-Comte qui est devenue l’actuelle ligne 123.
Contrairement à beaucoup de concessions ferroviaires belges, l’exploitation fut assurée dès le départ par les Chemins de fer de l’État belge qui donnèrent également des directives dans l’élaboration du projet, notamment les plans des gares.
Lierde reçoit un bâtiment de gare standard à pignons à redents muni de six travées. C'est le plus grand construit en 1867 par le Chemin de fer de Braine-le-Comte à Gand sur la ligne 122 ; seule celui de Gammerages sur la ligne 123 était identique.

Le bâtiment en 2009
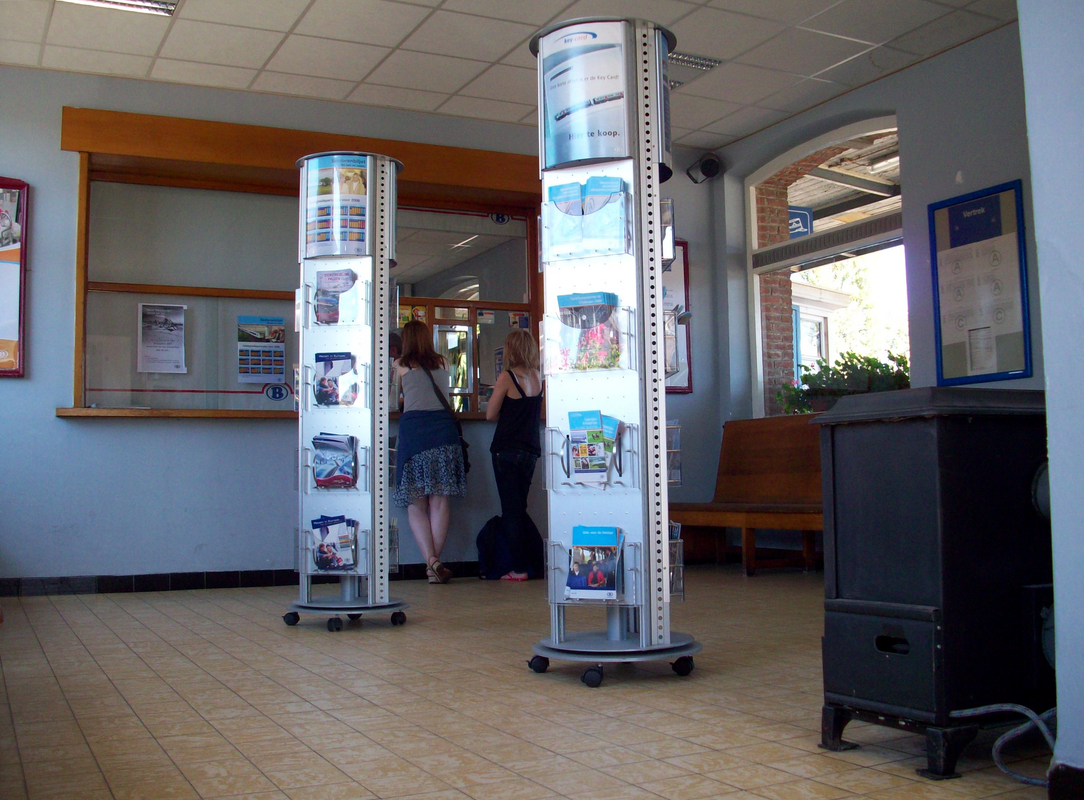
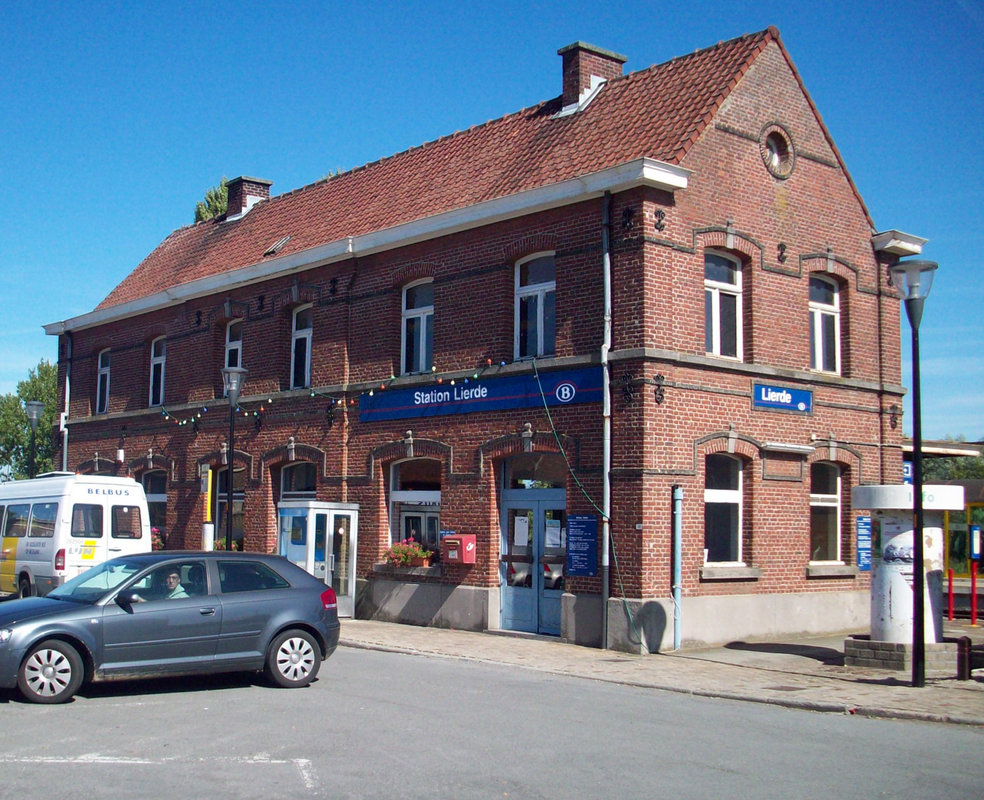
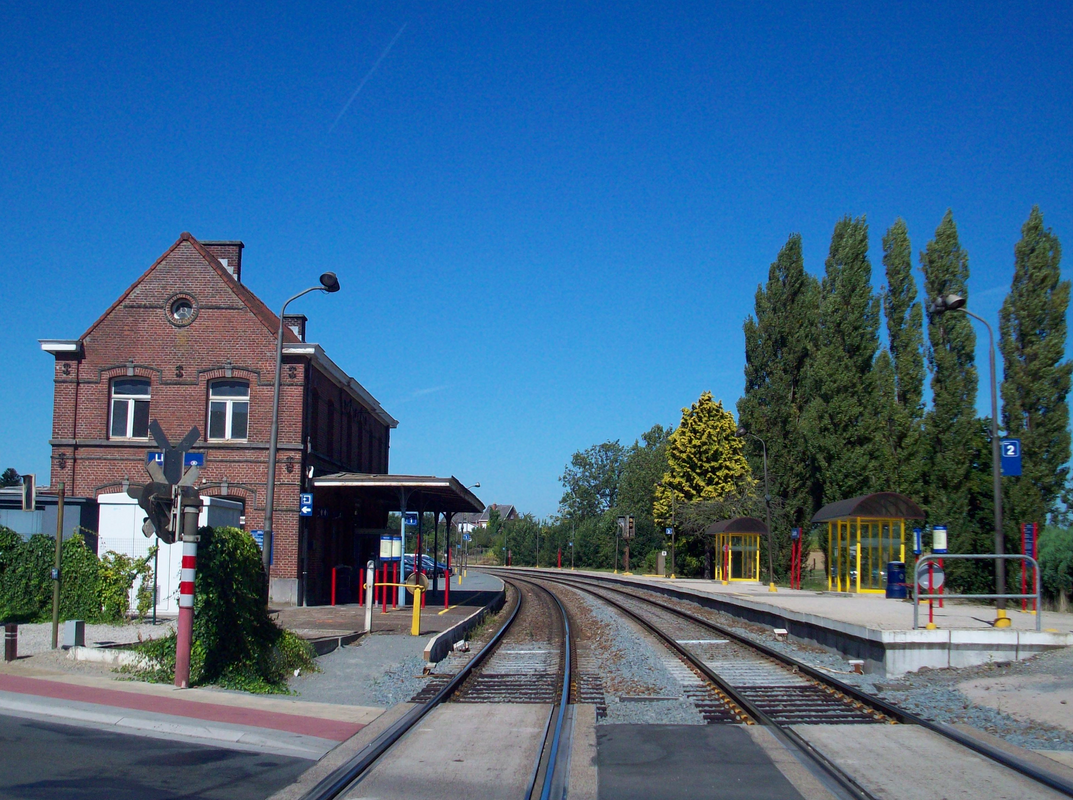

Le bâtiment de la gare perd ses détails de façade avant d'être finalement démoli en 2018 au profit d'installations simplifiées avec des quais surélevés.

## Service des voyageurs

### Accueil
Halte SNCB, c'est un point d'arrêt non gardé (PANG), à accès libre. La traversée se fait par le passage à niveau. Il y a un parking et un parc à vélos.

Installations de la halte
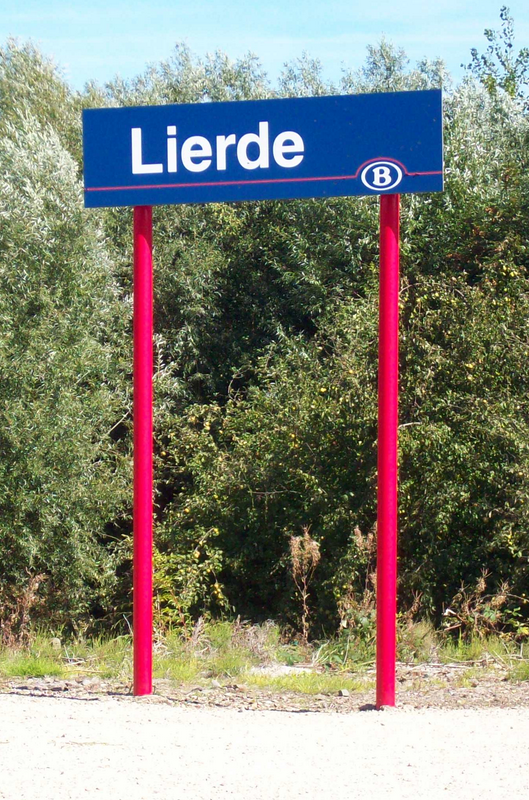
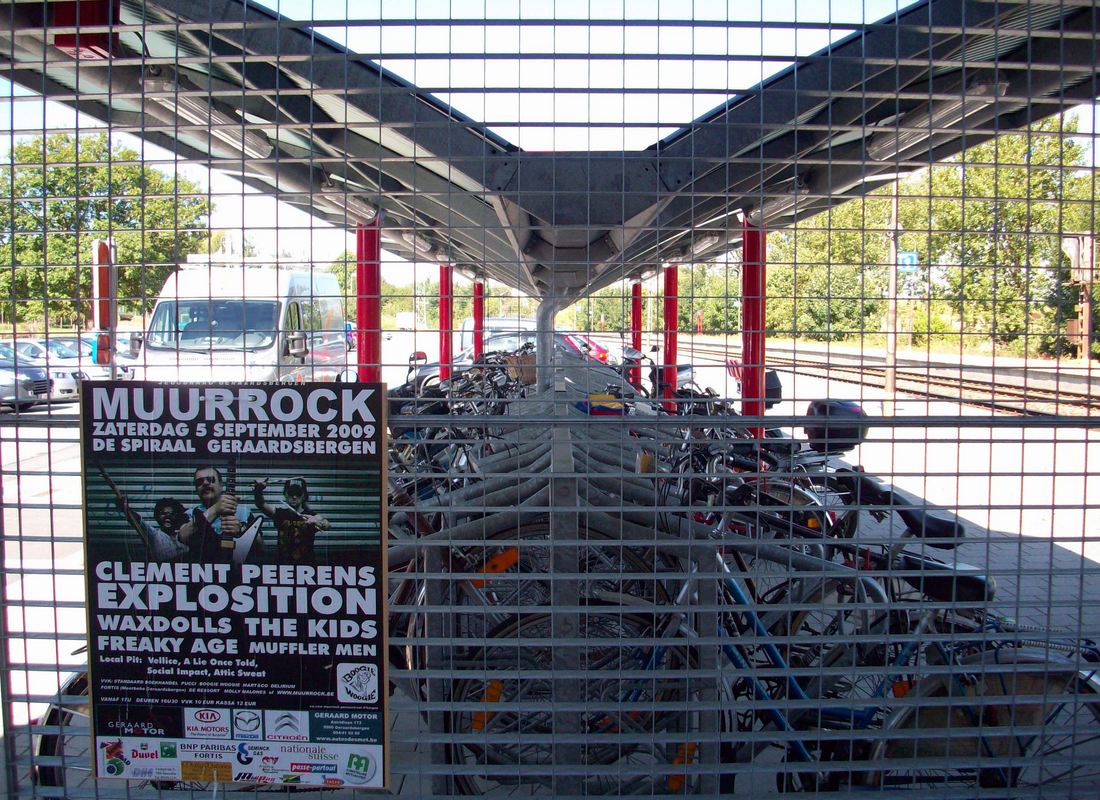

### Desserte
Lierde est desservie, toutes les heures, par des trains Suburbains (S52) et Heure de pointe (P) de la SNCB (voir brochure SNCB de la ligne 122).
En semaine, la desserte est constituée de trains S52 entre Gand-Saint-Pierre et Grammont renforcés par : deux trains P entre Renaix et Grammont (le matin, retour l’après-midi) ; un train P entre Grammont et Audenarde (le matin, retour l’après-midi) et deux trains rapides P entre Grammont et Gand-Saint-Pierre (le matin, retour l’après-midi).
Les week-ends et jours fériés, Lierde est uniquement desservie par des trains S52 entre Gand-Saint-Pierre et Grammont.

## Comptage voyageurs
Ce graphique et tableau montre le nombre de voyageurs embarquant en moyenne durant la semaine, le samedi et le dimanche.
| Nombre de passagers qui embarquent à la gare de Lierde | Nombre de passagers qui embarquent à la gare de Lierde | Nombre de passagers qui embarquent à la gare de Lierde | Nombre de passagers qui embarquent à la gare de Lierde |
|                                                        | Semaine                                                | Samedi                                                 | Dimanche                                               |
| ------------------------------------------------------ | ------------------------------------------------------ | ------------------------------------------------------ | ------------------------------------------------------ |
| 1977                                                   | 454                                                    | 54                                                     | 36                                                     |
| 1978                                                   | 404                                                    | 48                                                     | 33                                                     |
| 1979                                                   | 442                                                    | 58                                                     | 51                                                     |
| 1980                                                   | 460                                                    | 48                                                     | 41                                                     |
| 1981                                                   | 427                                                    | 45                                                     | 42                                                     |
| 1982                                                   | 383                                                    | 26                                                     | 34                                                     |
| 1983                                                   | 361                                                    | 42                                                     | 36                                                     |
| 1984                                                   | 406                                                    | 35                                                     | 39                                                     |
| 1985                                                   | 415                                                    | 38                                                     | 49                                                     |
| 1986                                                   | 409                                                    | 28                                                     | 51                                                     |
| 1987                                                   | 410                                                    | 45                                                     | 54                                                     |
| 1988                                                   | 426                                                    | 61                                                     | 42                                                     |
| 1989                                                   | 421                                                    | 42                                                     | 77                                                     |
| 1990                                                   | 441                                                    | 51                                                     | 49                                                     |
| 1991                                                   | 435                                                    | 49                                                     | 65                                                     |
| 1992                                                   | 428                                                    | 56                                                     | 64                                                     |
| 1993                                                   | 418                                                    | 83                                                     | 38                                                     |
| 1994                                                   | 398                                                    | 77                                                     | 46                                                     |
| 1995                                                   | 377                                                    | 47                                                     | 50                                                     |
| 1996                                                   | 383                                                    | 46                                                     | 41                                                     |
| 1997                                                   | 417                                                    | 60                                                     | 64                                                     |
| 1998                                                   | 396                                                    | 62                                                     | 62                                                     |
| 1999                                                   | 337                                                    | 44                                                     | 51                                                     |
| 2000                                                   | 426                                                    | 70                                                     | 44                                                     |
| 2001                                                   | 392                                                    | 65                                                     | 58                                                     |
| 2002                                                   | 362                                                    | 34                                                     | 31                                                     |
| 2003                                                   | 417                                                    | 77                                                     | 56                                                     |
| 2004                                                   | 412                                                    | 34                                                     | 26                                                     |
| 2005                                                   | 420                                                    | 74                                                     | 86                                                     |
| 2006                                                   | 387                                                    | 87                                                     | 80                                                     |
| 2007                                                   | 480                                                    | 76                                                     | 94                                                     |
| 2008                                                   | -                                                      | -                                                      | -                                                      |
| 2009                                                   | 539                                                    | 89                                                     | 83                                                     |
| 2010                                                   | -                                                      | -                                                      | -                                                      |
| 2011                                                   | -                                                      | -                                                      | -                                                      |
| 2012                                                   | 704                                                    | 91                                                     | 125                                                    |
| 2013                                                   | 512                                                    | 94                                                     | 65                                                     |
| 2014                                                   | 441                                                    | 59                                                     | 75                                                     |
| 2015                                                   | 456                                                    | 73                                                     | 65                                                     |
| 2016                                                   | 485                                                    | 86                                                     | 94                                                     |
| 2017                                                   | 454                                                    | 100                                                    | 183                                                    |
| 2018                                                   | 402                                                    | 105                                                    | 131                                                    |
| 2019                                                   | 469                                                    | 98                                                     | 96                                                     |
| 2020                                                   | 277                                                    | 48                                                     | 74                                                     |
| 2021                                                   | -                                                      | -                                                      | -                                                      |
| 2022                                                   | 519                                                    | 122                                                    | 81                                                     |
| 2023                                                   | 505                                                    | 129                                                    | 89                                                     |
| 2024                                                   | 431                                                    | 108                                                    | 149                                                    |